# Haqeldemah

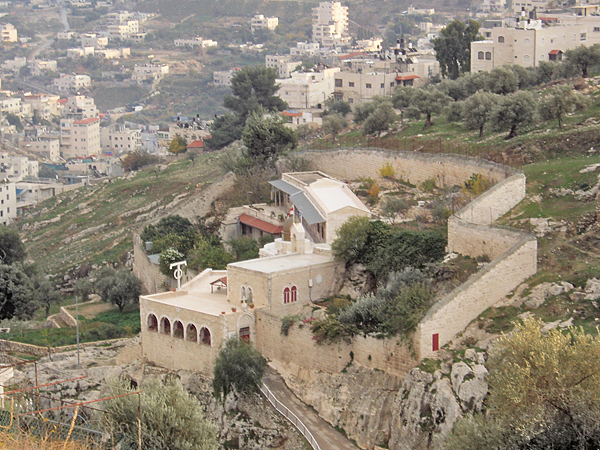
Le monastère Saint-Onuphre occupe de nos jours le site supposé d'Haqeldemah.

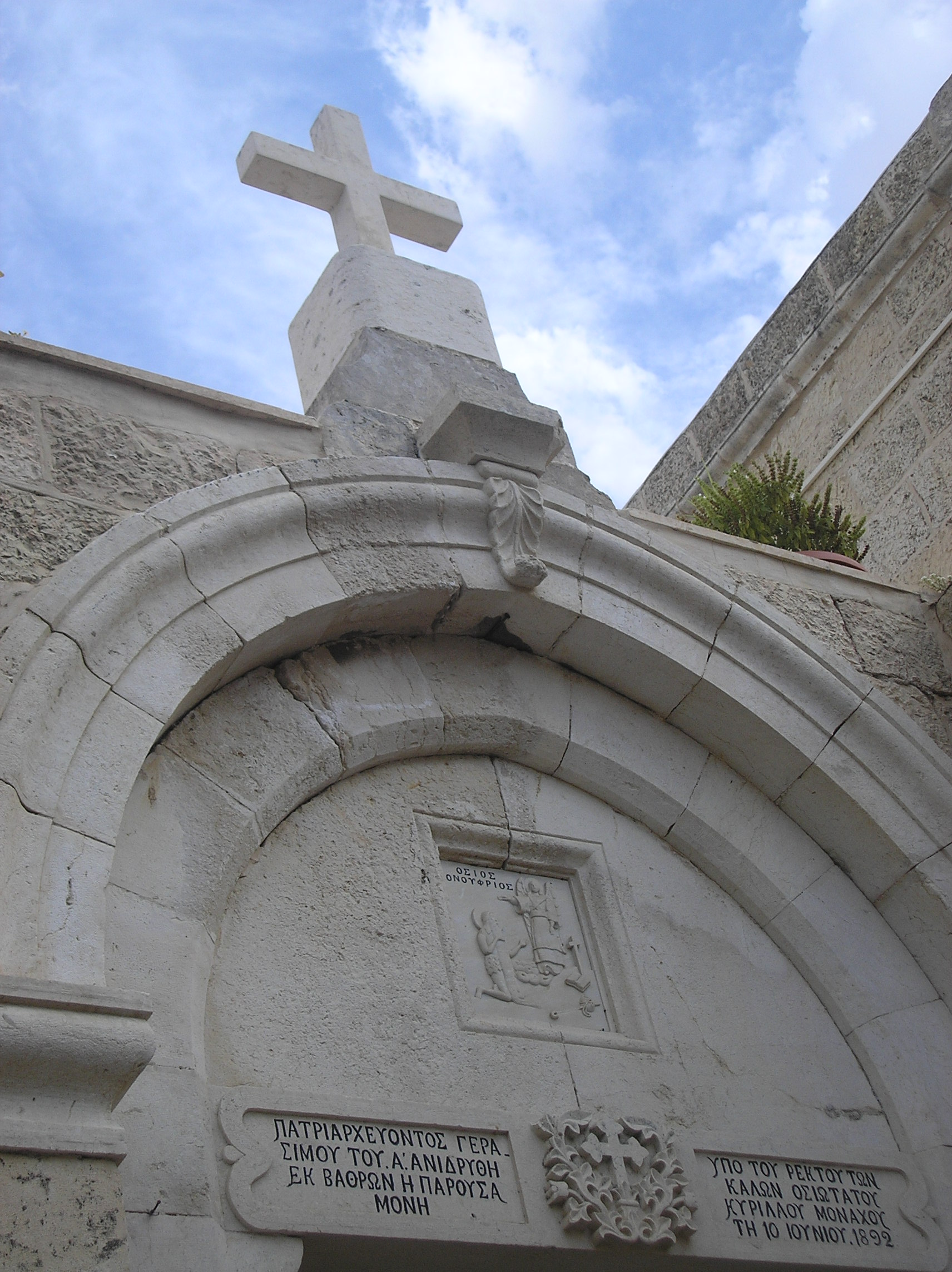
Entrée du monastère orthodoxe Saint-Onuphre.

Haqeldemah est le nom araméen du « Champ du sang », ou « Champ du potier », acheté avec les trente pièces d'argent obtenues par Judas Iscariote des grands prêtres de Jérusalem pour la dénonciation de Jésus de Nazareth. Deux traditions différentes existent pour expliquer les circonstances de l'acquisition de ce champ : 
- la première (Matthieu 27, 3-10) fait des grands prêtres eux-mêmes les acquéreurs de ce terrain :

« Alors Judas, qui l’avait livré, voyant que Jésus avait été condamné, fut pris de remords et rapporta les trente pièces d’argent aux grands prêtres et aux anciens, en disant : « J’ai péché en livrant un sang innocent. » Mais ils dirent : « Que nous importe ! C’est ton affaire ! » Alors il se retira, en jetant l’argent du côté du sanctuaire, et alla se pendre. Les grands prêtres prirent l’argent et dirent : « Il n’est pas permis de le verser au trésor, puisque c’est le prix du sang. » Après avoir tenu conseil, ils achetèrent avec cette somme le champ du potier pour la sépulture des étrangers. Voilà pourquoi jusqu’à maintenant ce champ est appelé : “Champ du sang”. Alors s’accomplit ce qui avait été dit par le prophète Jérémie : Et ils prirent les trente pièces d’argent : c’est le prix de celui qui fut évalué, de celui qu’ont évalué les fils d’Israël. Et ils les donnèrent pour le champ du potier, ainsi que le Seigneur me l’avait ordonné. » (TOB)
- l'autre tradition (Actes des Apôtres 1,18-19) fait de Judas l'acheteur du champ :

« Or cet homme, avec le salaire de son iniquité, avait acheté une terre : il est tombé en avant, s’est ouvert par le milieu, et ses entrailles se sont toutes répandues. Tous les habitants de Jérusalem l’ont appris : aussi cette terre a-t-elle été appelée, dans leur langue, Haqeldemah, c’est-à-dire Terre de sang. » (TOB)

On voit que d’après le récit que fait Luc de la mort de Judas, en Ac 1:18, Judas est tombé et son corps a éclaté. Matthieu se concentre semble-t-il sur la façon dont Judas s’est suicidé, tandis que Luc décrit le résultat. Par recoupement des deux récits, il apparaît que Judas s’est pendu en haut d’une falaise, et qu’à un certain moment, la corde ou la branche s’est rompue ; Judas est alors tombé dans le vide, et son corps a éclaté sur les rochers, en bas. La topographie des alentours de Jérusalem est compatible avec cette conclusion. On situe communément le « Champ du sang » au sud de Jérusalem, sur le versant sud de la vallée de Hinnom (ou Géhenne), près de son extrémité orientale. Le monastère Saint-Onuphre, un monastère féminin orthodoxe a été construit depuis sur le site.

## Allusions au Champ du sang dans l'Ancien Testament
La référence à laquelle Matthieu (27,10) fait allusion serait en fait, selon la TOB, une "citation libre de Zacharie (11, 12-13) avec des éléments de Jérémie (18, 2-3 ; 19, 1-2 ; 32, 6-15). Avec ces deux appellations champ du potier et champ du sang, probablement connues dans son milieu, l'évangéliste trouve des annonces prophétiques dans ces divers textes de l'Ancien Testament." 
Voici ce que disent les passages auxquels pensait sans doute Matthieu : 
- Zacharie (11, 12-13) :

« Alors je leur déclarai : « Si bon vous semble, payez-moi mon salaire, sinon, laissez-le. » De fait, ils payèrent mon salaire : trente sicles d’argent. Le Seigneur me dit : « Jette-le au fondeur, ce joli prix auquel Je fus estimé par eux. » Je pris les trente sicles d’argent et les jetai au fondeur, dans la Maison du Seigneur. »
- Jérémie (18, 2-3) :

« « Descends tout de suite chez le potier ; c’est là que je te ferai entendre mes paroles. » Je descendis chez le potier ; il était en train de travailler au tour. »
- Jérémie (19, 1-2) :

« Ainsi parle le Seigneur : Va t’acheter une gargoulette et fais choix de quelques anciens parmi le peuple et parmi les prêtres. Puis sors du côté du ravin de Ben-Hinnom, à l’entrée de la porte des Tessons pour y clamer les paroles que je vais te dicter. »
- Jérémie (32, 6-15) :

« Voici le récit de Jérémie. La parole du Seigneur s’adressa à moi en ces termes : « Le fils de ton oncle Shalloum, Hanaméel, viendra te dire : “Achète mon champ qui se trouve à Anatoth, car c’est à toi qu’il appartient de l’acquérir en vertu du droit de rachat.” » Comme le Seigneur l’avait annoncé, Hanaméel, le fils de mon oncle, vint vers moi dans la cour de garde pour me dire : « Achète mon champ qui se trouve à Anatoth, dans le pays de Benjamin, car le droit à la succession te revient, de même que le droit de rachat ; fais donc cette acquisition. » Alors je compris qu’il s’agissait de la parole du Seigneur. J’achetai donc ce champ à Hanaméel, fils de mon oncle – le champ qui se trouvait à Anatoth – et je lui pesai l’argent : dix-sept sicles d’argent. Je rédigeai un contrat sur lequel je mis mon sceau, en présence des témoins que j’avais convoqués, et je pesai l’argent sur une balance. Je pris le contrat de vente, l’exemplaire scellé – les prescriptions et les règlements ! – et l’exemplaire ouvert, et je remis le contrat de vente à Baruch, fils de Nériya, fils de Mahséya, en présence de Hanaméel, fils de mon oncle, en présence des témoins qui avaient signé le contrat de vente et en présence de tous les Judéens qui étaient là dans la cour de garde. En leur présence, je donnai cet ordre à Baruch : « – Ainsi parle le Seigneur de l’univers, le Dieu d’Israël – prends ces documents, le contrat de vente scellé que voici et le document ouvert que voilà, et place-les dans un récipient de terre cuite pour qu’ils se conservent longtemps. En effet, ainsi parle le Seigneur de l’univers, le Dieu d’Israël : dans ce pays, on achètera encore des maisons, des champs et des vergers. » »